# Benjamin Raich
Benjamin Raich, né le 28 février 1978 à Arzl im Pitztal, est un skieur alpin autrichien. Double champion olympique et double champion du monde en individuel entre 2005 et 2007, il a également remporté le classement général de la Coupe du monde en 2006.
Il a gagné le titre olympique de slalom et de slalom géant en 2006, deux titres de champions du monde (combiné et slalom en 2005), la coupe du monde en 2006 ainsi que des globes de cristal dans trois disciplines (le slalom en 2001, 2005 et 2007, le slalom géant en 2005 et 2006, et le combiné en 2005, 2006 et 2010). Il est le troisième Autrichien le plus victorieux en coupe du monde avec 36 succès (Hermann Maier avec 54 succès le devance, ainsi que Marcel Hirscher avec ses plus de 60 succès), le sixième au total. Avec l'équipe d'Autriche, il a remporté la course des nations en 2007.

## Carrière
Grand espoir du ski autrichien, Benjamin Raich confirme très vite ses talents avec un premier titre de champion du monde chez les juniors en 1996 à Schwytz en slalom. L'année suivante, il fait ses débuts en Coupe du monde lors du slalom de Kitzbühel en 1997 (où il ne parvient pas à se qualifier en seconde manche) mais remporte le titre de champion du monde junior en slalom géant cette fois-ci à Schladming et marque ses premiers points en coupe du monde avec une 18e place en slalom géant à Vail en mars 1997.
Lors de la saison 1998, il est aligné en Coupe d'Europe jusqu'aux mondiaux juniors de Megeve où il gagne deux nouveaux titres de champion du monde juniors en slalom et en géant, il est ensuite aligné en coupe du monde où à Crans Montana il parvient à signer une 10e place en géant.
Il commence la saison 1999 directement en Coupe du monde avec une 8e place à Sölden en géant lors de la course inaugurale de la saison puis est auteur d'un mois de janvier qui le révèle véritablement au grand public avec une 4e place en géant et une 3e place en slalom à Kranjska Gora suivi de sa première victoire en Coupe du monde lors du slalom de Schladming puis une deuxième lors du géant de Flachau. Il s'impose également au slalom de Wengen lui permettant d'être sélectionné pour les Championnats du monde 1999 de Vail, après avoir raté l'épreuve du géant (bien que qualifié en seconde manche) il prend la 5e place du slalom remporté par le finlandais Kalle Palander. Il termine l'année à la 10e place au classement général, à la 6e place du classement du géant et à la 7e place du classement du slalom.
La saison 2000 débute sur les mêmes bases, il est régulièrement dans le top 10 dont des podiums dans les épreuves de slalom et de géant mais doit attendre février 2000 pour regoûter à une victoire avec les géants de Yongpyong et de Bormio. Il termine pour la seconde fois dans le top 10 du classement général avec une 9e place accompagnée d'une 4e place en géant et d'ue 6e plance en slalom. En 2001, il aligne trois victoires d'affilée en slalom au mois de janvier à Wengen, Kitzbühel et Schladming, ajouté à une autre victoire en mars à Aare qui lui permet de soulever son premier globe de cristal de la discipline du slalom succédant à Kjetil André Aamodt. Aux Championnats du monde 2001 de Sankt Anton en Autriche, il gagne sa première médaille à cet évènement avec une médaille d'argent en slalom derrière son compatriote Mario Matt.
En 2002, il garde sa régularité en géant (2e au classement avec une nouvelle victoire à Kranjska Gora) mais part souvent à la faute en slalom (sur neuf slaloms, il n'en termine que quatre et ne parvient dans le top 10 qu'à deux reprises) ce qui le conduit à une 19e place au classement du slalom mais reste dans le top du général avec une 9e place. De plus, il participe à ses premiers Jeux olympiques et parvient à remporter deux médailles de bronze, l'une en slalom derrière le doublé français (Jean-Pierre Vidal et Sébastien Amiez), l'autre en combiné derrière Kjetil André Aamodt et Bode Miller, ainsi qu'une 4e place en géant où il rate le podium pour 8 centièmes derrière Lasse Kjus.
En 2003, il intègre les épreuves de super G avec ses deux autres disciplines de prédilection. Il ne parvient pas à remporter de victoire cette année-là malgré quelques podiums (deux en géant et trois en slaloms), cependant cela lui permet de se maintenir à la 8e place au général. Il prend part également aux Championnats du monde de Saint-Moritz, il y rate l'épreuve du combiné, atteint une 9e place en géant et rate de peu le podium en slalom (4e à 10 centièmes de Giorgio Rocca). Il revient en 2004 avec de nouvelles ambitions, il renouvelle sa régularité en slalom avec une 3e place au classement du slalom (deux victoires à Wengen et Schladming), une 4e place en géant (avec une victoire à Flachau), une 8e en super G et une seconde en combiné, de plus il s'aligne dans les descentes (35e place au classement final), cette accumulation lui permet d'atteindre une troisième place au général derrière ses compatriotes Hermann Maier et Stephan Eberharter.
En 2005, il améliore sa polyvalence au point de remporter un globe de cristal dans trois disciplines différentes où il compte une victoire (slalom de Beaver Creek, géant de Wengen et combiné de Kranjska Gora). Cela s'accompagne d'une seconde place finale au général derrière Bode Miller. Cependant sa véritable performance se situe lors des Championnats du monde 2005 de Bormio où il remporte cinq médailles dont deux titres en combiné et slalom, deux médailles d'argent en géant et coupe des nations, et une médaille de bronze en super-G.
2006 est l'année de la consécration pour le skieur autrichien, il remporte sept épreuves de Coupe du monde (3 combinés à Wengen, Chamonix et Kitzbühel, 3 géants à Kranjska Gora, Adelboden et Aare, et un slalom à Shiga Kogen) et s'impose largement au classement général avec 401 points d'avance sur Aksel Lund Svindal ajoutés à deux globes de cristal en géant et combiné. De plus, lors des Jeux olympiques de Turin, bien qu'il rate l'épreuve du combiné, il gagne deux titres olympiques en slalom et géant (il finit 21e du super G). À la fin de l'année, il est désigné comme le sportif autrichien de l'année succédant au cycliste Georg Totschnig.
Il confirme en 2007 où il décroche cette fois-ci six victoires en Coupe du monde de nouveau dans trois disciplines (slaloms de Levi, Schladming et de Lenzerheide, géants d'Adelboden et de Kranjska Gora, et combiné de Kvitfjell) avec son troisième globe de cristal en slalom, mais termine à la seconde place au général, devancé par Svindal de seulement 13 points. Aux Mondiaux de 2007, il remporte la médaille d'argent en combiné et la médaille d'or en coupe des nations, mais rate l'épreuve du géant et manque de peu le podium en slalom avec une 4e place à trois centièmes de Jean-Baptiste Grange, bien que Raich ait dominé toute la saison le slalom.
En 2008, il maintient son rang même s'il ne remporte qu'une seule épreuve lors d'un slalom de Bad Kleinkirchheim, il termine à la seconde place au général derrière Bode Miller, à la seconde place du géant derrière Ted Ligety et à la 3e place en super G derrière Hannes Reichelt et Didier Cuche. En 2009, il remporte deux nouveaux géants (Beaver Creek et Adelboden) ainsi qu'un combiné à Val d'Isère où ont lieu les prochains Championnats du monde. Il remporte de nouveau ce même super-combiné l'année suivante.
En février 2011, il doit être opéré au genou gauche en raison d'une rupture des ligaments croisés en demi-finale de l'épreuve par équipe des Mondiaux de Garmisch-Partenkirchen. Il fait son retour l'hiver suivant, lors duquel il conquiert sa trente-sixième victoire à l'occasion du super G de Crans Montana.
Après avoir préparé la saison 2015-2016, Raich annonce le 10 septembre 2015 arrêter sa carrière.

## Parenté dans le sport
Il est marié à la skieuse alpine Marlies Schild depuis le 25 avril 2015. Sa sœur Carina Raich a également couru en coupe du monde avant que des blessures graves ne la forcent à arrêter. Elle est mariée à Mario Stecher spécialiste du combiné nordique.

## Palmarès

### Jeux olympiques
| Épreuve / Édition | Salt Lake City 2002 | Turin 2006 | Vancouver 2010 | Sotchi 2014 |
| Slalom            | Bronze              | Or         | 4e             | DNF         |
| Slalom géant      | 4e                  | Or         | 6e             | 7e          |
| Super G           | -                   | 21e        | 14e            | -           |
| Combiné           | Bronze              | Abandon    | 6e             | -           |

### Championnats du monde
| Épreuve / Édition | Vail 1999 | Sankt Anton 2001 | Saint-Moritz 2003 | Bormio 2005 | Åre 2007 | Val d'Isère 2009 | Garmisch-P. 2011 | Schladming 2013 | Beaver Creek-Vail 2015 |
| Slalom            | 5e        | Argent           | 4e                | Or          | 4e       | Abandon          | -                | 13e             | Abandon                |
| Slalom géant      | Abandon   | Abandon          | 9e                | Argent      | Abandon  | Argent           | -                | 9e              | Abandon                |
| Super G           | -         | -                | -                 | Bronze      | -        | 5e               | 5e               | -               | -                      |
| Combiné           | -         | -                | -                 | Or          | Argent   | Abandon          | 4e               | Abandon         | -                      |
| Par équipes       | -         | -                | -                 | Argent      | Or       | -                | Argent           | -               | -                      |

### Coupe du monde
- Vainqueur du classement général en 2006[4].
- Vainqueur du classement de slalom en 2001, 2005 et 2007[4].
- Vainqueur du classement de slalom géant en 2005 et 2006[4].
- Vainqueur du classement du combiné en 2005, 2006 et 2010[4].
- 92 podiums dont 36 succès (14 en géant, 14 en slalom, 7 en combiné et 1 en super G)[5].

#### Différents classements en Coupe du monde
| Année/Classement | Année/Classement | Général | Général | Descente | Descente | Slalom | Slalom | Slalom géant | Slalom géant | Super G | Super G | Combiné | Combiné |
| ---------------- | ---------------- | ------- | ------- | -------- | -------- | ------ | ------ | ------------ | ------------ | ------- | ------- | ------- | ------- |
| Année/Classement | Année/Classement | Class.  | Points  | Class.   | Points   | Class. | Points | Class.       | Points       | Class.  | Points  | Class.  | Points  |
| 1998             | 1998             | 96e     | 26      | -        | -        | -      | -      | 37e          | 26           | -       | -       | -       | -       |
| 1999             | 1999             | 10e     | 575     | -        | -        | 7e     | 260    | 6e           | 286          | 32e     | 29      | -       | -       |
| 2000             | 2000             | 9e      | 788     | -        | -        | 6e     | 368    | 4e           | 420          | -       | -       | -       | -       |
| 2001             | 2001             | 4e      | 865     | -        | -        | 1er    | 545    | 4e           | 320          | -       | -       | -       | -       |
| 2002             | 2002             | 9e      | 526     | -        | -        | 19e    | 97     | 2e           | 429          | -       | -       | -       | -       |
| 2003             | 2003             | 8e      | 622     | -        | -        | 6e     | 367    | 8e           | 231          | 37e     | 24      | -       | -       |
| 2004             | 2004             | 3e      | 1139    | 35e      | 41       | 3e     | 468    | 4e           | 255          | 8e      | 215     | 2e      | 160     |
| 2005             | 2005             | 2e      | 1454    | 26e      | 117      | 1er    | 552    | 1er          | 423          | 6e      | 262     | 1er     | 100     |
| 2006             | 2006             | 1er     | 1410    | 28e      | 58       | 3e     | 410    | 1er          | 481          | 15e     | 116     | 1er     | 345     |
| 2007             | 2007             | 2e      | 1255    | 32e      | 59       | 1er    | 605    | 3e           | 319          | 13e     | 106     | 5e      | 166     |
| 2008             | 2008             | 2e      | 1298    | 36e      | 33       | 8e     | 358    | 2e           | 438          | 3e      | 286     | 6e      | 183     |
| 2009             | 2009             | 2e      | 1007    | 32e      | 44       | 10e    | 239    | 2e           | 462          | 14e     | 97      | 5e      | 165     |
| 2010             | 2010             | 2e      | 1091    | -        | -        | 6e     | 304    | 3e           | 331          | 4e      | 210     | 1er     | 246     |
| 2011             | 2011             | 11e     | 547     | 54e      | 9        | 15e    | 180    | 19e          | 99           | 8e      | 184     | 18e     | 45      |
| 2012             | 2012             | 12e     | 771     | 31e      | 55       | 16e    | 192    | 13e          | 180          | 7e      | 254     | 12e     | 90      |
| 2013             | 2013             | 20e     | 344     | -        | -        | 18e    | 150    | 16e          | 127          | 38e     | 17      | 8e      | 50      |
| 2014             | 2014             | 20e     | 361     | -        | -        | 17e    | 123    | 6e           | 238          | -       | -       | -       | -       |
| 2015             | 2015             | 28e     | 307     | -        | -        | 23e    | 80     | 9e           | 227          | -       | -       | -       | -       |

#### Détail des victoires
| Édition / Épreuve | Slalom                           | Slalom géant                 | Super G          | Combiné                   | Total |
| 1998/1999         | Schladming Wengen                | Flachau                      |                  |                           | 3     |
| 1999/2000         |                                  | Yongpyong Bormio             |                  |                           | 2     |
| 2000/2001         | Wengen Kitzbühel Schladming Aare |                              |                  |                           | 4     |
| 2001/2002         |                                  | Kranjska Gora                |                  |                           | 1     |
| 2003/2004         | Wengen Schladming                | Flachau                      |                  |                           | 3     |
| 2004/2005         | Beaver Creek                     | Kranjska Gora                |                  | Wengen                    | 3     |
| 2005/2006         | Shiga Kogen                      | Kranjska Gora Adelboden Aare |                  | Wengen Kitzbühel Chamonix | 7     |
| 2006/2007         | Levi Schladming Lenzerheide      | Adelboden Kranjska Gora      |                  | Kvitfjell                 | 6     |
| 2007/2008         | Bad Kleinkirchheim               |                              |                  |                           | 1     |
| 2008/2009         |                                  | Beaver Creek Adelboden Åre   |                  | Val d'Isère               | 4     |
| 2009/2010         |                                  |                              |                  | Val d'Isère               | 1     |
| 2011/2012         |                                  |                              | Crans-Montana II |                           | 1     |
| Total             | 14                               | 14                           | 1                | 7                         | 36    |

(État au 25 février 2012)

### Championnats du monde junior
- Schwyz/Ybrig 1996 :
  -  Médaille d'or en slalom.
- Schladming 1997 :
  -  Médaille d'or en slalom géant.
- Savoie 1998 :
  -  Médaille d'or en slalom géant.
  -  Médaille d'or en slalom.

### Coupe d'Europe
- Vainqueur du classement général en 1998[6].
- Vainqueur des classements de slalom et de slalom géant en 1998[6].
- 18 podiums dont 9 victoires[7].

#### Différents classements en Coupe d'Europe
| Année/Classement | Année/Classement | Général | Général | Slalom | Slalom | Slalom géant | Slalom géant |
| ---------------- | ---------------- | ------- | ------- | ------ | ------ | ------------ | ------------ |
| Année/Classement | Année/Classement | Class.  | Points  | Class. | Points | Class.       | Points       |
| 1997             | 1997             | 8e      | 421     | 5e     | 329    | 23e          | 92           |
| 1998             | 1998             | 1er     | 1292    | 1er    | 472    | 1er          | 820          |
| 1999             | 1999             | 43e     | 160     | -      | -      | 14e          | 160          |

### Championnats d'Autriche
- Champion du slalom en 1996.
- Champion du slalom géant en 2000.